# 旧日塞
旧日塞（法語：Gissey-le-Vieil，法語發音：[ʒisɛ lə vjɛj]）是法国科多尔省的一个市镇，属于蒙巴尔区。

## 地理
旧日塞（47°19'23"N, 4°28'56"E）面积8.38 平方千米，位于法国勃艮第-弗朗什-孔泰大區科多尔省，该省份为法国中东部省份，北起奥布省，西接涅夫勒省和约讷省，南至索恩-卢瓦尔省，东南接汝拉省，东临上索恩省，东北部与上马恩省接壤。
与旧日塞接壤的市镇（或旧市镇、城区）包括：伯里佐、布里奥讷河畔苏塞、托雷苏沙尔尼、布朗塞、埃吉伊。

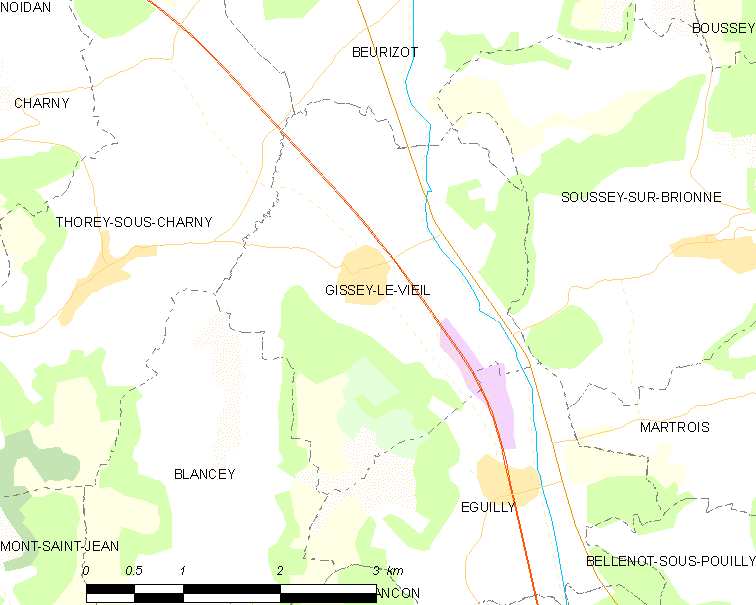
旧日塞的OSM定位图

旧日塞的时区为UTC+01:00、UTC+02:00（夏令时）。

## 行政
旧日塞的邮政编码为21350，INSEE市镇编码为21298。

## 政治
旧日塞所属的省级选区为欧苏瓦地区瑟米尔县。

## 人口

1962-2008年间旧日塞人口变化图示

旧日塞于2022年1月1日时的人口数量为104人。